# PGC 2883
LEDA/PGC 2883 ist eine Balken-Spiralgalaxie vom Hubble-Typ SBbc im Sternbild Walfisch südlich der Ekliptik und ist schätzungsweise 176 Millionen Lichtjahre von der Milchstraße entfernt. Gemeinsam mit sechs weiteren Galaxien bildet sie dei NGC 271-Gruppe (LGG 13).

Im selben Himmelsareal befinden sich u. a. die Galaxien NGC 271 und NGC 279.